# بوزكاشي

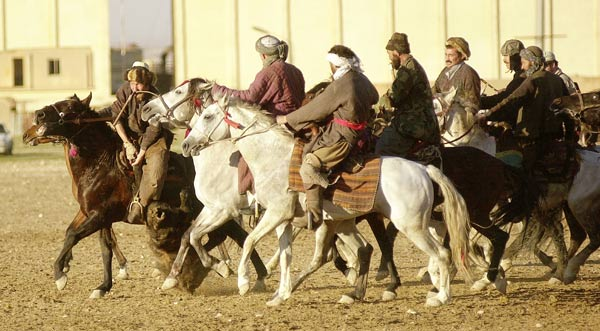
مبارة بوزكاشي في أفغانستان

بوزكاشي هي رياضة شعبية من أسيا الوسطى يتنافس فيها الفرسان ضمن فريقين على التقاط ذبيحة ماعز أو عجل ورميها في دائرة محددة.